# Горная зебра Хартмана
Горная зебра Хартмана, или зебра Хартманна (лат. Equus zebra hartmannae) — подвид горной зебры, обитающий на крайнем юго-западе Анголы и в западной Намибии. Горные зебры Хартмана предпочитают жить небольшими группами по 7—12 особей. Они ловкие скалолазы и способны обитать в условиях засушливых и крутых гор. 

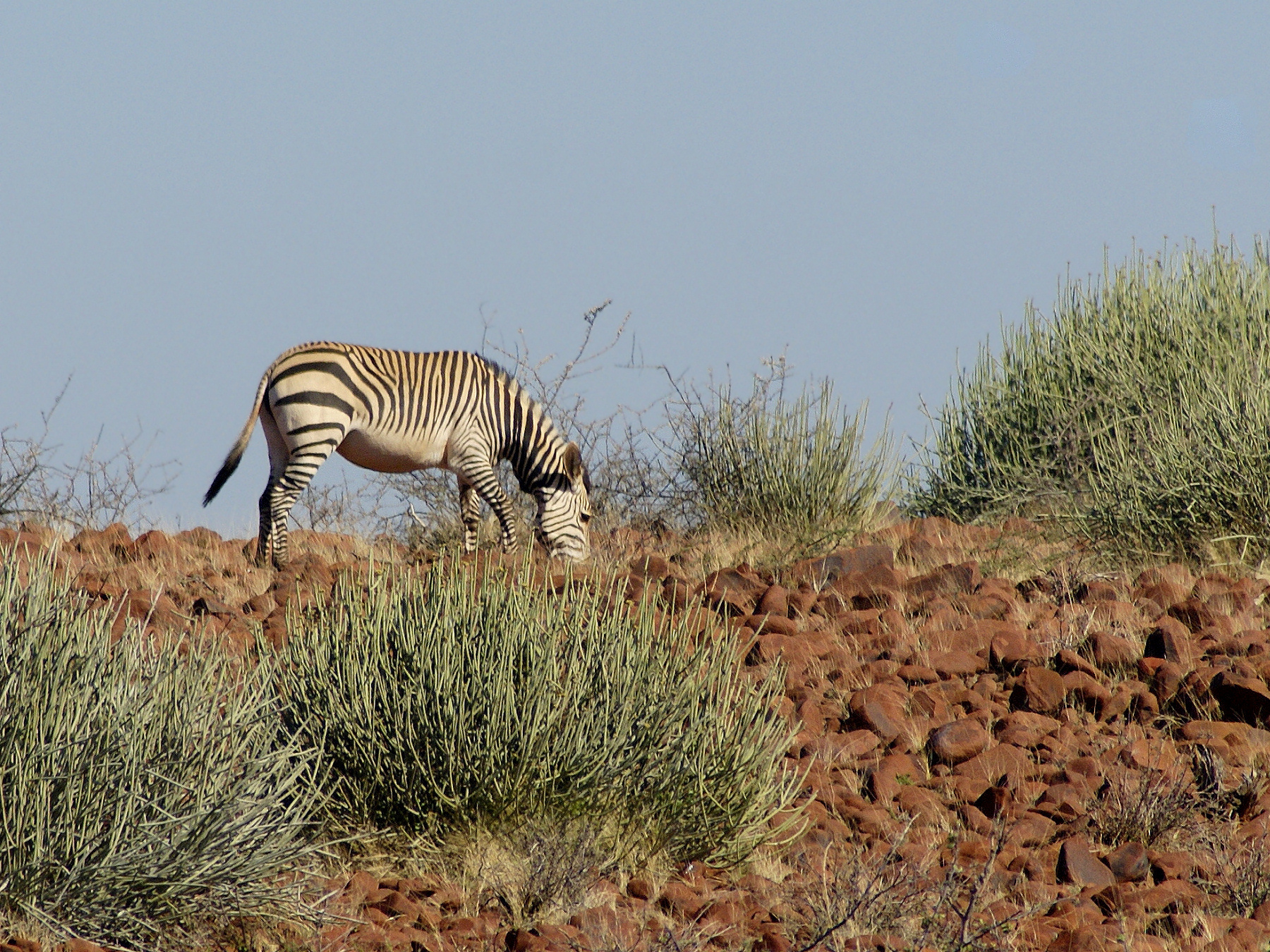

Есть мнение, что горную зебру Хартмана следует считать отдельным видом, но генетический анализ это не подтверждает. Следовательно, это всё-таки подвид.
Популяция горной зебры Хартмана сильно уменьшилась за последнее время. Всего в Намибии насчитывается 15 тысяч этих зверей, что в восемь раз меньше, чем в начале XX века. Главной причиной сокращения их популяции является отстрел со стороны разводящих скот фермеров, которые таким образом стремятся сохранить пастбища для своего скота. МСОП относит горных зебр Хартмана к животным,  находящимся в уязвимом положении.